# Gwen Berry
Gwen Berry (ur. 29 czerwca 1989) – amerykańska lekkoatletka, młociarka.
W 2016 otrzymała karę trzech miesięcy dyskwalifikacji za doping (do 28 czerwca 2016) wykryty podczas halowych mistrzostw kraju (Berry triumfowała w rzucie ciężarkiem). Anulowano także m.in. jej rekord USA w rzucie młotem – 76,31.

## Osiągnięcia
| Rok  | Impreza                       | Miejsce        | Lokata            | Wynik |
| ---- | ----------------------------- | -------------- | ----------------- | ----- |
| 2010 | Młodzieżowe mistrzostwa NACAC | Miramar        | 3. miejsce        | 62,55 |
| 2016 | Igrzyska olimpijskie          | Rio de Janeiro | el. – 14. miejsce | 69,90 |
| 2017 | Mistrzostwa świata            | Londyn         | el. – 14. miejsce | 69,12 |
| 2019 | Igrzyska panamerykańskie      | Lima           | 1. miejsce        | 74,62 |
| 2019 | Mistrzostwa świata            | Doha           | –                 | NM    |
| 2021 | Igrzyska olimpijskie          | Tokio          | 11. miejsce       | 71,35 |

Trzykrotna złota medalistka halowych mistrzostw USA w rzucie ciężarkiem (2013, 2014 i 2017).

## Rekordy życiowe
- Rzut młotem – 77,78 (2018) były rekord Ameryki Północnej, 8. wynik w historii światowej lekkoatletyki
- Rzut ciężarkiem (hala) – 25,60 (2017)